# Raymond Postgate
Raymond William Postgate (Cambridge, 6 november 1896 – Canterbury, 29 maart 1971) was een Brits schrijver en journalist. Hij is het meest bekend van zijn rechtbankthriller Verdict of Twelve uit 1940. Hij was tevens de oprichter van de Good Food Guide.

## Biografie
Postgate werd geboren in de universiteitsstad Cambridge, maar studeerde aan het St John's College van de Universiteit van Oxford. Op politiek vlak was hij een socialist.

## Werk
- Verdict of Twelve (1940)
- Somebody at the Door (1943)
- The Ledger Is Kept (1953)

- Bibsys: 90707208
- Catàleg d'autoritats de noms i títols de Catalunya: 981058507755206706
- Gemeinsame Normdatei: 119516330
- International Standard Name Identifier: 0000 0001 2098 6346
- Library of Congress Control Number: n50025183
- Nationale Bibliotheek van Letland: 000019436
- Bibliotheek van het Japanse parlement: 00525262
- Nationale Bibliotheek van Tsjechië: xx0023574
- Nationale Bibliotheek van Israël: 987007266599005171
- Nederlandse Thesaurus van Auteursnamen: 070662843
- SNAC: w6m338v3
- Système universitaire de documentation: 074484958
- Trove: 1051160
- Virtual International Authority File: 3282530
- WorldCat: E39PBJhtbFg9gCtb6KdwKrcQMP